# Volker Finke
Volker Finke (Nienburg, 1948. március 24. –) német labdarúgó, edző.

## Fordítás
Ez a szócikk részben vagy egészben  a   Volker Finke című angol Wikipédia-szócikk fordításán alapul.  Az eredeti cikk szerkesztőit annak laptörténete sorolja fel. Ez a jelzés csupán a megfogalmazás eredetét és a szerzői jogokat jelzi, nem szolgál a cikkben szereplő információk forrásmegjelöléseként.